# Прорыв «Гёбена» и «Бреслау»
Прорыв «Гёбена» и «Бреслау» — военно-морская операция в начале Первой мировой войны (август 1914 года), в ходе которой корабли британского Средиземноморского флота пытались перехватить Средиземноморскую эскадру кайзеровских ВМС, состоявшую из линейного крейсера «Гёбен» и лёгкого крейсера «Бреслау». Германские корабли избежали столкновения с превосходящими силами противника и, пройдя через Дарданеллы, достигли Константинополя, после чего они были переданы в состав османского флота.
Несмотря на отсутствие непосредственных боевых действий, неудача британского флота повлекла за собой колоссальные политические и военные последствия. По словам Уинстона Черчилля, она принесла «больше смертей, горя и разрушений, чем когда-либо причиняли действия кораблей». Несколькими неделями позднее два эти корабля приняли участие в рейде турецкого флота на российские порты. Прибытие «Гёбена» и «Бреслау» таким образом стало одним из факторов, подтолкнувших Османскую империю к вступлению в Первую мировую войну на стороне Центральных держав.

## Предыстория
Образованная в 1912 году Средиземноморская эскадра кайзеровских ВМС под командованием контр-адмирала Вильгельма Сушона состояла всего из двух кораблей — линейного крейсера «Гёбен» и лёгкого крейсера «Бреслау». В случае начала войны эскадра должна была препятствовать переброске французских колониальных войск (19-го корпуса) из Алжира во Францию.
28 июля 1914 года Австро-Венгрия объявила войну Сербии. В это время Сушон на борту «Гёбена» находился в Адриатическом море, на австро-венгерской военно-морской базе Пола, где крейсер проходил ремонт паровых котлов. Узнав о начале войны и не желая быть блокированным в Адриатике, Сушон вывел корабль в море, не дожидаясь окончания ремонтных работ. 1 августа «Гёбен» прибыл в Бриндизи, где Сушон собирался пополнить запасы угля. Однако итальянские власти, принявшие решение о нейтралитете в начинавшейся войне, отказались поставить топливо для германского флота. «Гёбен» ушёл в Таранто, где к нему присоединился «Бреслау», после чего эскадра направилась в Мессину, где Сушону удалось получить 1800 т. угля с германских торговых судов.
Тем временем 30 июля Уинстон Черчилль, Первый лорд Адмиралтейства, приказал командующему Средиземноморским флотом адмиралу сэру Арчибальду Милну обеспечить прикрытие переброски французских войск из Северной Африки через Средиземное море во Францию. Средиземноморский флот, базировавшийся на Мальте, состоял из трёх быстроходных современных линейных крейсеров — «Инфлексибл», «Индефэтигебл» и «Индомитебл», четырёх броненосных крейсеров («Дифенс», «Блэк Принс», «Уорриор» и «Дюк оф Эдинбург»), четырёх лёгких крейсеров («Четэм», «Глостер», «Дублин» и «Уэймут») и флотилии из 14 эсминцев.
Милну были даны инструкции «… содействовать переброске французских войск, прикрывая и, при возможности, вступая в бой с одиночными германскими кораблями, в частности с „Гёбеном“, который может попытаться воспрепятствовать переброске. […] Не вступать в бой с превосходящими силами противника иначе, как во взаимодействии с французским флотом в ходе генерального сражения». Инструкции Черчилля не содержали чёткого указания о том, что подразумевалось под «превосходящими силами», однако он сам впоследствии говорил, что имел в виду «… австрийский флот, столкновение с линейными кораблями которого для трёх наших линейных крейсеров было нежелательным без соответствующей поддержки [британских] линкоров».
Адмирал Милн собрал свои корабли на Мальте 1 августа. 2 августа он получил указание поддерживать контакт с «Гёбеном» силами двух линейных крейсеров, одновременно ведя наблюдение за Адриатикой в ожидании выхода в море австрийского флота. «Индомитебл», «Индефатигебл», пять крейсеров и восемь эсминцев под командованием контр-адмирала Эрнеста Траубриджа были направлены в Адриатическое море. К этому времени «Гёбен» уже покинул Адриатику, но в тот же день он был замечен в Таранто британским консулом, который немедленно уведомил об этом Лондон. Опасаясь прорыва германской эскадры в Атлантику, Адмиралтейство приказало линейным крейсерам «Индомитебл» и «Индефатигебл» направляться к Гибралтару. Другая задача, стоявшая перед Милном, — прикрытие переброски французских войск — осложнялась отсутствием прямой связи с французским флотом, который приостановил движение своих транспортов. Британский лёгкий крейсер «Четэм» был направлен в Мессинский пролив для обнаружения «Гёбена», однако к этому времени, утром 3 августа, Сушон вышел из Мессины и направился на запад.

## Первая встреча

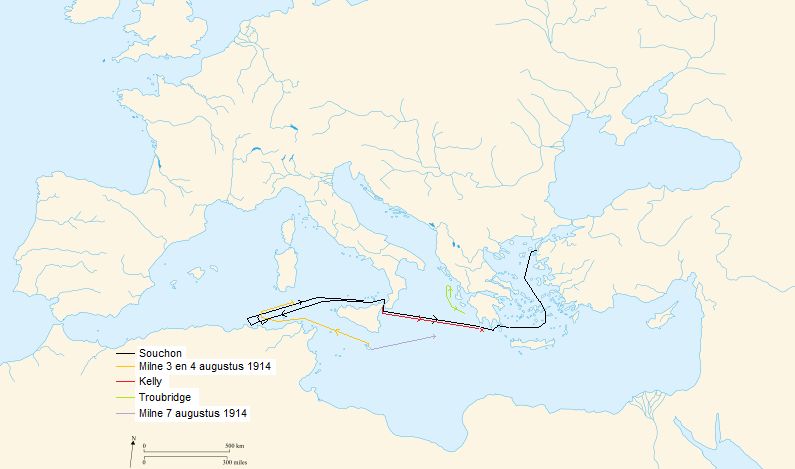

Не имея конкретных указаний, контр-адмирал Сушон принял решение идти к побережью Африки, чтобы после начала военных действий атаковать французские порты — Бон и Филиппвиль. «Гёбен» направлялся к Филиппвилю, а «Бреслау» должен был нанести удар по Бону. В 6 часов вечера 3 августа Сушон, всё ещё двигаясь на запад, получил известие о том, что Германия объявила войну Франции. Утром 4 августа от адмирала Альфреда фон Тирпица поступило сообщение о заключении германо-турецкого союза и приказ немедленно следовать в Константинополь. Находясь вблизи намеченных целей, Сушон всё же нанёс удар по Филиппвилю и Бону, после чего направился в Мессину, рассчитывая пополнить запасы угля. «Бреслау» подошёл к французскому порту под русским флагом и поднял свой только после того, как открыл огонь. В результате нападения были повреждены три парохода, в портах возникли пожары, в Филиппвиле были повреждены радиостанция и газовый завод, пострадали войска, готовившиеся к погрузке на вокзале, в обоих городах было много убитых и раненых. Переброска 19-го корпуса была задержана на три дня.
В Средиземном море в этот период был сосредоточен весь французский флот (15 линкоров, три линейных крейсера), задействованный в конвоировании транспортов с войсками. Командующий французским флотом адмирал Огюстен де Лапейрер, полагая, что германская эскадра направится к Гибралтару, выделил часть кораблей для её перехвата на западе, однако Сушон ушёл на восток.
На пути германских кораблей находились британские линейные крейсеры «Индомитебл» и «Индефэтигебл», с которыми они встретились в 9:30 утра 4 августа. В отличие от Франции, утром 4 августа Великобритания ещё не находилась в состоянии войны с Германией (война будет объявлена позже в тот же день, после вторжения германских войск в нейтральную Бельгию), поэтому британские крейсеры ограничились поддержанием непосредственного контакта с германской эскадрой, которая, однако, вскоре оторвалась от преследователей. Адмирал Милн сообщил в Адмиралтейство о времени и месте встречи с германскими кораблями, однако не счёл нужным указать, что они направлялись на восток. Таким образом, Черчилль по-прежнему считал, что Сушон намеревается атаковать французские транспорты, и дал Милну разрешение на атаку германских кораблей в случае их нападения на французский флот. Чуть позже, на совещании британского Кабинета, было принято решение не начинать военных действий до официального объявления войны, и Черчилль был вынужден отменить своё разрешение на атаку.

## Преследование
Номинальная скорость «Гёбена» составляла 27 узлов, однако из-за проблем с не до конца отремонтированными котлами он развивал не более 24 узлов, что достигалось лишь крайне напряжённой работой команды и машин (четыре кочегара погибли, обваренные прорвавшимся паром). К счастью для Сушона, оба британских крейсера также испытывали проблемы с паровыми котлами и не могли поддерживать необходимую для преследования скорость. Контакт с германской эскадрой продолжал поддерживать только лёгкий крейсер «Дублин», в то время как «Индомитебл» и «Индефатигебл» отстали. В тумане и наступивших сумерках «Дублин» также потерял контакт с противником в 19:37 у северного побережья Сицилии. Утром 5 августа «Гёбен» и «Бреслау» достигли Мессины. К этому моменту Великобритания и Германия уже находились в состоянии войны.
Адмиралтейство приказало Милну соблюдать нейтралитет Италии и не заходить в шестимильную зону вокруг итальянского побережья, что не позволяло британским кораблям войти в Мессинский пролив. Вследствие этого, Милн разместил свои корабли на выходах из пролива. Все ещё будучи уверенным, что Сушон стремится на запад, к французскому флоту и Атлантике, он направил линейные крейсеры «Инфлексибл» и «Индефатигебл» к северному выходу из пролива, открывавшему доступ к западному Средиземноморью. Южный выход из пролива прикрывался только лёгким крейсером «Глостер». «Индомитебл» из тех же соображений был направлен для пополнения запасов угля на запад, в Бизерту, а не на юг, на Мальту.
Положение Сушона было крайне тяжёлым. Итальянские власти, не собиравшиеся вступать в войну (3 августа было объявлено о нейтралитете Италии), настаивали на уходе германской эскадры из порта в течение 24 часов. Чтобы обеспечить свои корабли топливом, морякам Средиземноморской эскадры пришлось вручную перегружать уголь в бункеры крейсеров с германских торговых судов, находившихся в гавани Мессины. К вечеру 6 августа, несмотря на помощь 400 добровольцев с торговых судов, Сушону удалось погрузить только 1 400 т. угля. Новые известия из Германии только усугубили положение эскадры. Ещё утром 5 августа Сушон получил сообщение о том, что 4 августа Англия объявила войну Германии. Австро-Венгрия, однако, пыталась уклониться от столкновения с Англией и её флотом, и адмирал фон Тирпиц сообщал, что австрийский флот не намерен начинать боевые действия в Средиземном море. Поставленный перед перспективой быть запертым в Адриатике до конца войны, Сушон решил, несмотря ни на что, следовать в Константинополь, имея целью «… вынудить Османскую империю, даже против её воли, начать военные действия в Чёрном море против её исконного врага — России».
Тем временем в Турции 6 августа было созвано совещание правительства для обсуждения дальнейших действий. Разрешение на проход «Гёбена» и «Бреслау» через проливы означало нарушение объявленного нейтралитета и опасность немедленного начала войны. Министры согласились принять германские корабли, но выставили Германии ряд требований, которые существенно изменяли условия союзного договора, подписанного 2 августа. В тот же день германский посол Г. фон Вангенгейм, сообщив турецкие требования в Берлин, дал согласие практически по всем пунктам. Из Берлина на «Гёбен» была направлена телеграмма, подтверждавшая ранее переданный приказ направляться в Константинополь.
5 августа английский адмирал Милн получил приказ продолжать наблюдение за Адриатическим морем и, в случае выхода в море австрийского флота, не допустить соединения с ним германской эскадры. Он решил оставить свои линейные крейсеры у северного выхода из Мессинского пролива, направив на усиление эскадры Траубриджа в Адриатике только лёгкий крейсер «Дублин». Милн полагал, что эта эскадра при необходимости сможет перехватить германские крейсеры, и приказал Траубриджу «не вступать в бой с превосходящими силами противника», снова имея в виду австрийский флот.
Когда «Гёбен» и «Бреслау» 6 августа вышли в восточное Средиземноморье, их встретил лишь лёгкий крейсер «Глостер». Учитывая значительное превосходство противника в огневой мощи, «Глостер» ограничился поддержанием визуального контакта с германскими кораблями.
Эскадра Траубриджа состояла из четырёх броненосных крейсеров и восьми эсминцев, вооружённых торпедами. Главное вооружение британских крейсеров составляли 234-мм орудия, в противоположность 280-мм орудиям «Гёбена», имевшим большую дальность стрельбы. Кроме того, толщина брони британских крейсеров не превышала 152 мм, против 270-мм броневого пояса германского крейсера. Эти обстоятельства означали, что в случае непосредственного столкновения, британцы не только подвергнутся обстрелу ещё до выхода на дистанцию открытия огня, но и, даже сблизившись с «Гёбеном», не будут иметь серьёзных шансов нанести ему существенные повреждения. Поэтому Траубридж счёл своей единственной возможностью атаку германских кораблей на рассвете, учитывая то, что находящиеся восточнее «Гёбен» и «Бреслау» будут освещены восходящим солнцем, в то время как британская эскадра останется скрытой в предрассветных сумерках. Однако к 4 часам утра 7 августа стало очевидно, что британцы не смогут атаковать германскую эскадру до наступления дня. Траубридж доложил Милну о своём намерении отказаться от преследования. Ответ от адмирала был получен только в 10 часов утра. К этому времени Траубридж, руководствуясь полученным ранее приказом «не вступать в бой с превосходящими силами противника», прекратил преследование и ушёл на бункеровку в Закинф.

## Отход
Милн приказал «Глостеру» отойти, все ещё ожидая, что Сушон повернёт на запад, однако капитану «Глостера» было очевидно, что германские крейсеры не станут этого делать. «Бреслау» попытался вынудить «Глостер» к отступлению — у берегов Греции Сушона ожидал угольщик, для встречи с которым требовалось избавиться от преследователя. «Глостер» вступил в бой с «Бреслау», надеясь, что это заставит «Гёбен» развернуться и прийти на помощь своему лёгкому крейсеру. По данным Сушона, «Бреслау» получил одно попадание, не причинившее серьёзных повреждений. Через некоторое время бой прекратился без каких-либо последствий для сторон. В конце концов, «Глостер» прекратил преследование противника у мыса Матапан, следуя приказу адмирала Милна.
Вскоре после полуночи 8 августа адмирал Милн со всеми линейными крейсерами и лёгким крейсером «Уэймут» все же направился на восток. В 14 часов того же дня он получил ошибочное сообщение о том, что Великобритания вступила в войну с Австро-Венгрией (в действительности это произошло только 12 августа), и прекратил преследование, не желая быть отрезанным от Мальты австрийским флотом или допустить разгром крейсеров Траубриджа. Недоразумение прояснилось лишь на следующий день. 9 августа из Адмиралтейства пришёл прямой приказ преследовать «Гёбен». Несмотря на это, Милн, полагаясь на то, что Турция в силу объявленного нейтралитета не допустит германские корабли в Дарданеллы, решил ограничиться охраной выходов из Эгейского моря.
Тем временем Сушон 9 августа пополнил запасы угля у берегов острова Донуса и продолжил свой путь. Достигнув Дарданелл, эскадра запросила разрешение на проход. Турецкие власти, однако, до последнего момента колебались и ещё какое-то время не давали разрешения на проход кораблей в Мраморное море. Лишь в 8:30 утра 10 августа «Гёбен» и «Бреслау» вошли в Дарданеллы.

## В Турции
Турция, однако, объявив о своём нейтралитете, не могла пропускать через проливы военные корабли воюющих держав. Вначале турецкая сторона предложила временно разоружить «Гёбен» и «Бреслау», однако после резкого демарша германского посла 2 августа (15 августа) была совершена фиктивная сделка о «покупке» Турцией немецких крейсеров. В прессе даже была указана сумма, в которую якобы обошлись корабли, — 80 млн марок. 3 августа (16 августа) оба корабля подняли османские флаги и вошли в состав османского военно-морского флота (после упразднения халифата в 1924 году переименованный «Гёбен» еще будет находиться на реальной службе турецкого военно-морского флота аж до 1970 года).
После официальной передачи ВМС Османской империи «Гёбен» и «Бреслау» были переименованы в «Явуз Султан Селим» (тур. Yavuz Sultan Selim) и «Мидилли» (тур. Midilli), соответственно. Несмотря на передачу кораблей турецкой стороне, команда на кораблях оставалась полностью немецкой, а адмирал Сушон — командиром эскадры. «Гёбен» и «Бреслау» не подчинялись находившейся в стране по соглашениям 1909 и 1912 годов британской военно-морской миссии, которую возглавлял контр-адмирал Артур Лимпус, являвшийся одновременно командующим турецким флотом.
В конце августа в Турцию через нейтральные Румынию и Болгарию по запросу адмирала Сушона начали прибывать команды германских военных и военно-морских специалистов, из которых, в частности, был сформирован Особый отряд для работы на укреплениях Дарданелл. В страну также направлялись офицеры и старшины для укомплектования команд турецких кораблей. К середине сентября число германских военнослужащих в Константинополе достигло 4 тыс.
На деятельность британской военно-морской миссии были наложены серьёзные ограничения, и 9 сентября она была отозвана из Турции. 17 сентября Вильгельм Сушон был назначен командующим военно-морскими силами Османской империи.

## Последствия

### Германия
В начале войны нейтралитет Турции вполне устраивал Германию, рассчитывавшую на быструю победу. Одно лишь присутствие в Мраморном море такого мощного корабля, как «Гёбен», должно было сковать значительную часть сил британского Средиземноморского флота. Однако после поражения в Марнской битве и успешных действий российских войск против Австро-Венгрии Германия стала рассматривать Османскую империю как выгодного союзника. Генерал Людендорф в своих мемуарах указывал, что, по его мнению, вступление Турции в войну позволило Центральным державам сражаться на два года дольше.

### Британская империя
Несмотря на то, что все последствия прорыва германских крейсеров в Константинополь стали очевидными далеко не сразу, унизительное «поражение» Королевских ВМС вылилось в волну острой критики адмиралов Милна, Траубриджа и Лапейрера. Сэр Арчибальд Милн был отозван с Средиземного моря и отстранён от командования до самого ухода в отставку по собственному желанию в 1919 году, несмотря на то что Адмиралтейство неоднократно заявляло, что против него не выдвигаются какие-либо обвинения. За свои действия при преследовании «Гёбена» и «Бреслау» Эрнест Траубридж в ноябре 1914 года был отдан под трибунал, но оправдан, так как трибунал принял во внимание полученный им приказ не вступать в бой с превосходящими силами противника. Впоследствии Траубридж командовал силами британского флота у Дарданелл.

### Российская империя
Для Российской империи прорыв «Гёбена» и «Бреслау» в Константинополь имел наиболее серьёзные последствия, поскольку принципиально менял баланс сил в восточном Средиземноморье. Мощность одного «Гёбена» позволяла ему успешно противостоять всему русскому Черноморскому флоту.
27 сентября 1914 года Турция закрыла Дарданеллы для торговых судов всех стран, перерезав таким образом для России единственный незамерзающий морской торговый путь и перекрыв около 90 % её внешнего товарооборота, а месяцем позже вступила в открытые боевые действия с Россией. Отрезанная таким образом от союзников и лишённая возможности экспортировать зерно и импортировать вооружение через порты Чёрного моря, Российская империя постепенно начала испытывать серьёзные экономические затруднения. Недостаток вооружений и боеприпасов привёл к поражениям на фронте, что стало основной причиной свержения династии Романовых и последующих событий российской истории.